# Zestaw DOT-4
Zestaw DOT-4 (ros. Установка ДОТ-4) – radziecki forteczny zestaw artyleryjski (stanowisko) z przełomu lat 30. i 40. XX wieku, skonstruowany na potrzeby budowanych w tym czasie umocnień na nowej zachodniej granicy państwowej, tzw. Linii Mołotowa. Zestaw składał się z armaty czołgowej wz. 1934 20-K kalibru 45 mm sprzężonej z ciężkim karabinem maszynowym DS-39 kalibru 7,62 mm, zamontowanych na lawecie i osadzonych w pancerzu skrzyniowym. Stanowisko DOT-4 było stosowane powszechnie w kaponierach i półkaponierach przeciwpancernych i broni maszynowej do ognia bocznego oraz schronach do ognia czołowego na Linii Mołotowa.

## Historia i użycie

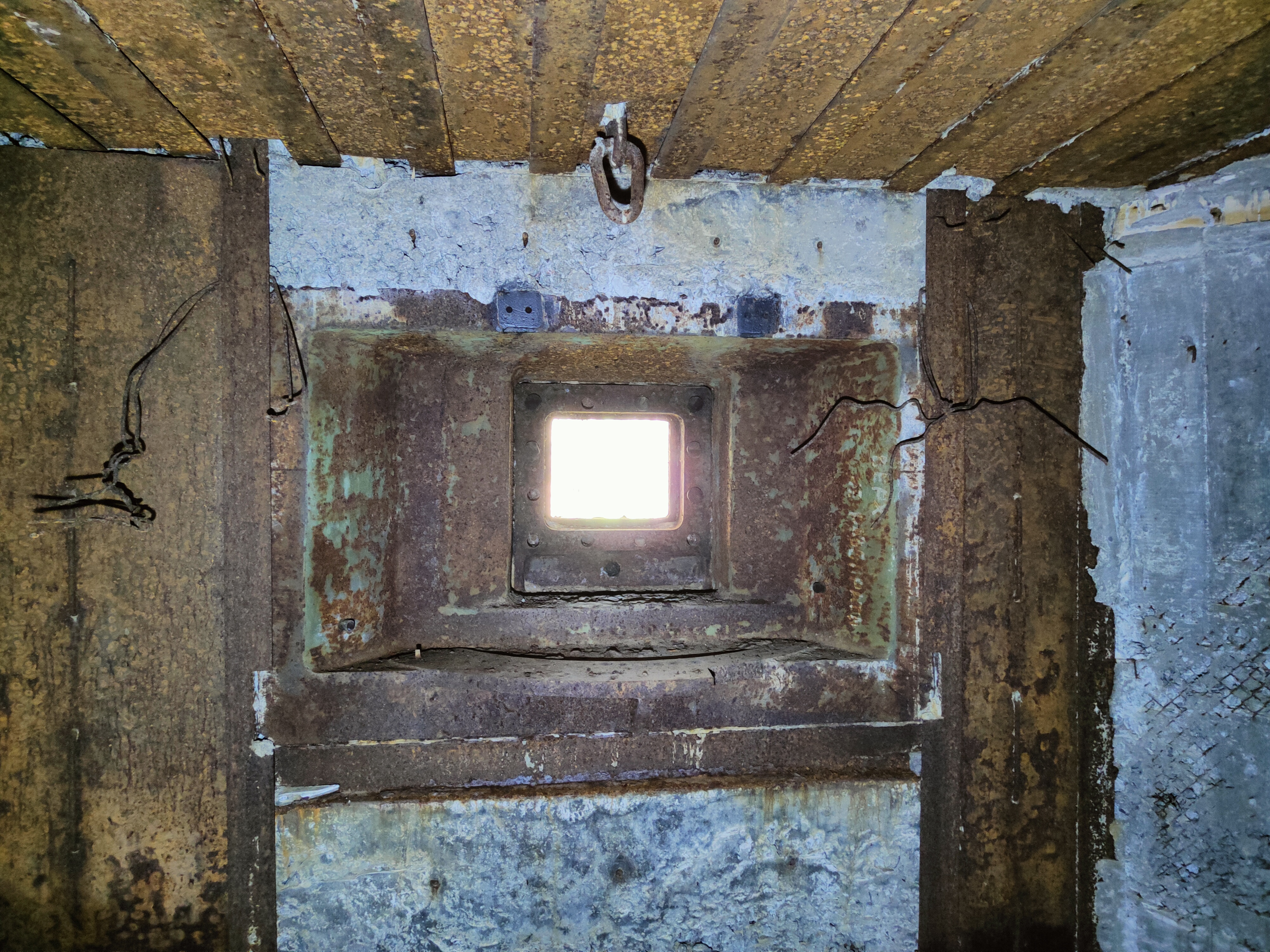
Izba bojowa schronu OPPK z zachowanym pancerzem DOT-4

Budowane w latach 30. schrony tzw. Linii Stalina nie były do 1939 roku wyposażone w forteczną artylerię przeciwpancerną – zadanie to spoczywało na przestarzałych armatach kalibru 76 mm wz. 1902 i ich ulepszonej wersji wz. 1902/1930. 90% wszystkich obiektów obronnych stanowiły schrony uzbrojone w broń maszynową, co zostało negatywnie ocenione przez komisję badającą w 1937 roku stan umocnień na zachodniej granicy państwowej. W 1937 roku delegacja Armii Czerwonej gościła w Czechosłowacji, gdzie została zapoznana z najnowszymi fortyfikacjami i ich wyposażeniem, m.in. z opancerzonymi stanowiskami artyleryjskimi składającymi się z armaty przeciwpancernej kalibru 47 mm wz. 1936 sprzężonej z ciężkim karabinem maszynowym kalibru 7,92 mm wz. 1937. Prawdopodobnie Czesi przekazali delegacji dokumentację techniczną stanowiska, a być może także jego pojedyncze egzemplarze. 1 sierpnia 1938 roku Zarząd Artyleryjski zlecił biuru konstrukcyjnemu OKB-43 zadanie zaprojektowania fortecznego stanowiska obrony przeciwpancernej, rekomendując wykorzystanie armaty czołgowej wz. 1934 20-K kalibru 45 mm (ros. 45-мм пушка образца 1934 года), będącej rozwinięciem stosowanej w czołgach T-26 i BT armaty wz. 1932. 28 sierpnia biuro przedstawiło kilka rozwiązań, z których Zarząd wybrał do realizacji (budowy prototypu) dwa: DOT-1, składający się z samej armaty wz. 1934 i DOT-4, z armatą wz. 1934 sprzężoną z ciężkim karabinem maszynowym DS wz. 1939 kalibru 7,62 mm (ros. пулемёт образца 1939 года). W wyniku przeprowadzonych w dniach 1–14 lutego 1939 roku prób, obejmujących m.in. badanie odporności stanowisk na ostrzał, zdecydowano o przyjęciu na uzbrojenie zestawu DOT-4. Produkcję zestawów rozpoczęły Zakłady nr 8, a wykonanie jarzm kulistych i innych elementów wyposażenia zlecono Zakładom Iżorskim.
Stanowiska DOT-4 były przeznaczone do walki z czołgami, samochodami pancernymi oraz piechotą. Stosowane były w schronach przeciwpancernych i broni maszynowej do ognia bocznego – kaponierach OPK (ros. орудийно-пулеметный капонир) i półkaponierach OPPK (ros. орудийно-пулеметный поукапонир) oraz schronach do ognia czołowego ODOT (ros. орудийная долговременная огневая точка) i OPDOT (ros. орудийно-пулеметная долговременная огневая точка). Zestawy te miały stanowić wyposażenie 53% wieloizbowych schronów Linii Mołotowa, co w porównaniu do innych linii obronnych budowanych w tym czasie było bardzo wysokim odsetkiem.

## Opis konstrukcji

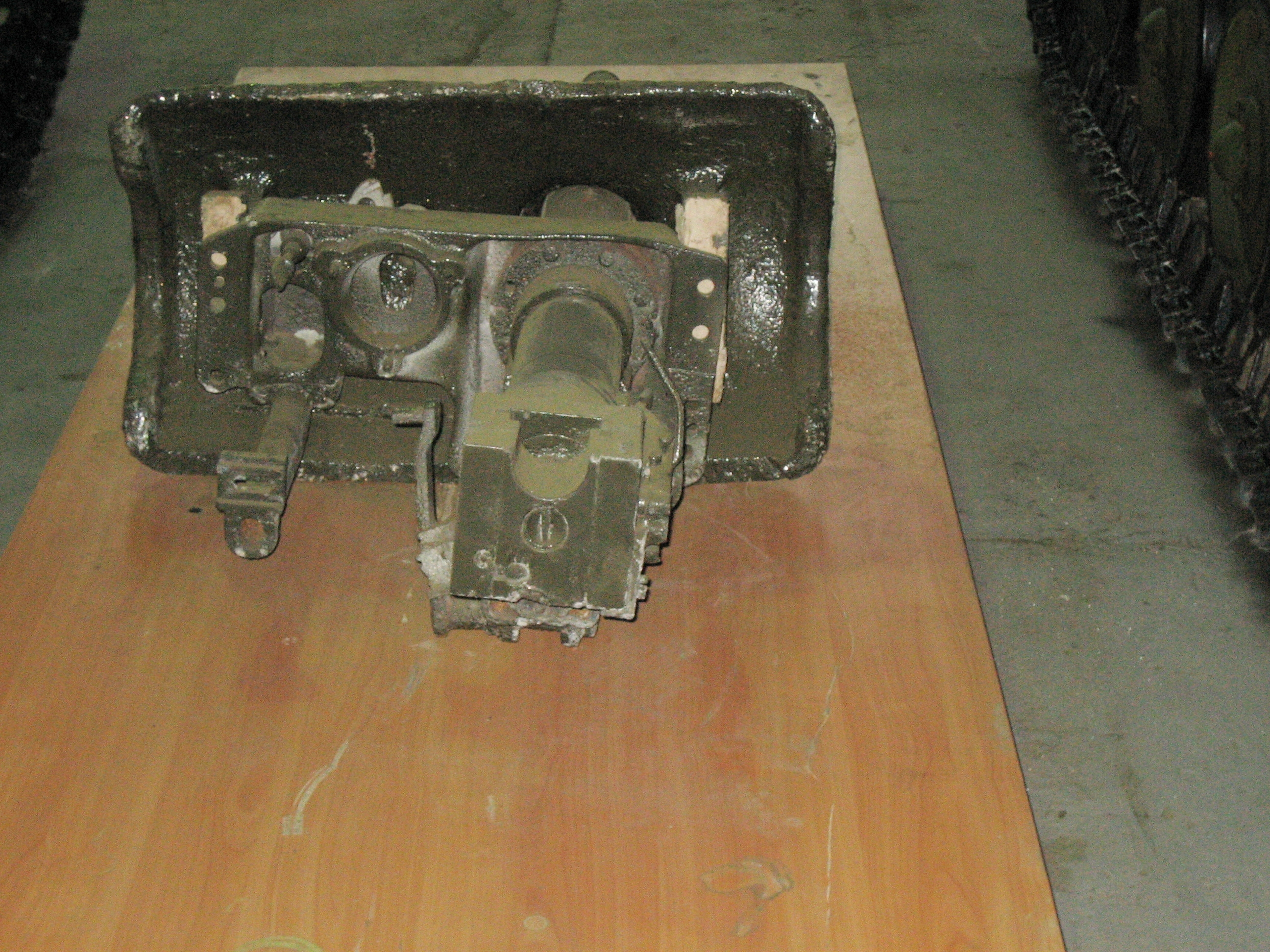
Armata czołgowa 20-K eksponowana w Muzeum Czołgów w Kubince

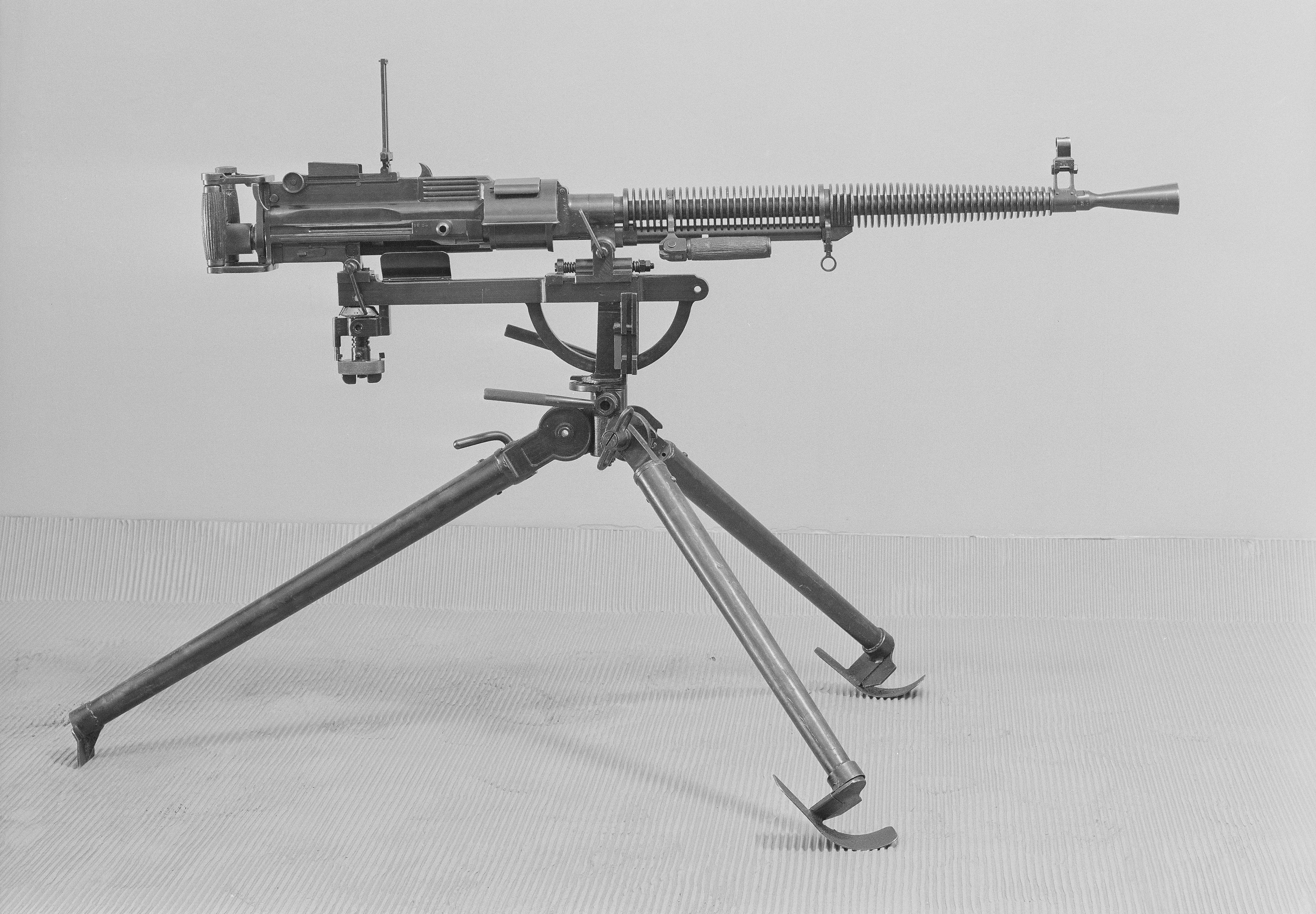
Ciężki karabin maszynowy DS-39 na podstawie trójnożnej

Zestaw DOT-4 składał się z następujących elementów:
- armaty czołgowej 20-K wz. 1934 kalibru 45 mm;
- ciężkiego karabinu maszynowego DS wz. 1939 kalibru 7,62 mm;
- celownika optycznego KT-1;
- lawety, kołyski i elementów sterujących;
- jarzma kulistego w płycie pancernej, osłoniętego stalowym kołnierzem;
- dwuczęściowego gazoszczelnego pancerza skrzyniowego, połączonego śrubami;
- podziałki kątowej;
- rur zrzutowych dla łusek z armaty i ciężkiego karabinu maszynowego, połączonych w jeden kanał zbiorczy[3].

Armata 20-K miała kąt podniesienia od -12° do +12° oraz sektor ostrzału wynoszący 60° (30° w prawo i 30° w lewo) . Mechanizmy podnoszenia oraz obrotu działa składały się z pokręteł obsługiwanych ręcznie; mechanizm spustowy tworzył pedał nożny obsługiwany z siodełka przez celowniczego. Armata osadzona była na dwóch łukowatych lawetach, przymocowanych do pancerza. Dolna laweta połączona była z amortyzatorem sprężynowym. Choć maksymalna donośność armaty wynosiła 4800 metrów (bezpośredni strzał do 3600 metrów), jednak konstrukcja pancerza ograniczała zasięg strzału do 3000 metrów. Działo mogło wystrzeliwać pociski odłamkowo-burzące OF-240 (o masie 2,15 kg z prędkością początkową 335 m/s) oraz przeciwpancerne BR-243 (o masie 1,425 kg z prędkością początkową 760 m/s, które miały zdolność przebicia pancerza o grubości 37 mm z odległości 1000 metrów i 20,8 mm z dystansu 2500 metrów). Ładowanie amunicji odbywało się półautomatycznie z zastosowaniem zamka klinowego, co zapewniało szybkostrzelność od 20 do 25 strz./min. Lufa działa chroniona była stalowym kołnierzem pancernym i osadzona była w jarzmie kulistym o grubości 230 mm, podpartym od wewnątrz płytą dociskową grubą na 60 mm; wystawała z jarzma na 200 mm. W jarzmie powyżej armaty osadzona była także lufa zasilanego z taśmy i chłodzonego powietrzem ciężkiego karabinu maszynowego DS-39 o szybkostrzelności teoretycznej 700–1100 strz./min oraz wspólny dla obu broni celownik optyczny KT-1. W celu wydłużenia żywotności zestawu, zastosowano wodne chłodzenie elementów mechanizmu oporopowrotnego armaty. Przewody zrzutowe łusek były wyprowadzone na zewnątrz schronu do rowu diamentowego lub do hermetycznych zbiorników umieszczonych pod podłogą.
Długość składającego się z dwóch skręconych śrubami skrzyń, wykonanego ze stali pancernej pancerza miała rozmiar 1000 mm, grubość schodkowej przeciwrykoszetowej części zewnętrznej wynosiła od 40 do 50 mm, a masa pancerza miała wartość 1545 kg. Całkowita masa zestawu DOT-4 wynosiła 2364 kg. Obsługa stanowiska składała się z czterech osób: podoficera – celowniczego, zamkowego, ładowniczego i amunicyjnego .